# (5799) Brewington
(5799) Brewington es un asteroide perteneciente al cinturón de asteroides, región del sistema solar que se encuentra entre las órbitas de Marte y Júpiter, descubierto el 9 de octubre de 1980 por Carolyn Shoemaker desde el Observatorio del Monte Palomar, Estados Unidos.

## Designación y nombre
Designado provisionalmente como 1980 TG4. Fue nombrado Brewington en homenaje a Howard Brewington, descubridor de cuatro cometas desde 1989. Para mejorar sus posibilidades de hacer un hallazgo, se trasladó con su esposa Trudy, de Carolina del Sur a la ciudad en la cima de la montaña de Cloudcroft, Nuevo México, y construyó un observatorio para albergar a su telescopios caseros.

## Características orbitales
Brewington está situado a una distancia media del Sol de 2,622 ua, pudiendo alejarse hasta 3,070 ua y acercarse hasta 2,175 ua. Su excentricidad es 0,170 y la inclinación orbital 12,46 grados. Emplea 1551,55 días en completar una órbita alrededor del Sol.

## Características físicas
La magnitud absoluta de Brewington es 13,4. Tiene 5,394 km de diámetro y su albedo se estima en 0,313. 